# 金濟東
金濟東（：／，1974年2月3日—），韓國电视节目主持人。他是家中1男5女中的老幺（第六）。1994年以主持人出道，1999年起曾担任《世界》（이월드）主持人、棒球和篮球场场内解说员、各大学的入学讲师、庆典主持人。2006年获得《KBS演藝大賞》的大賞。
2009年因在首尔广场主持卢武铉前总统的路祭，被认为是左派艺人而遭电视台打压，突然退出《明星金钟》节目。
2016年朴槿惠的閨蜜門事件中，上街炮轟朴槿惠「違憲不就是內亂嗎？」

## 学历
- 团浦小学（毕业）
- 達城高等學校（毕业）
- 啓明文化大學旅游系（专业学士）
- 圣公会大学新闻广播系（休学）

## 节目主持

### 電視節目
- 2002年－2005年：KBS《尹道贤的情書》（윤도현의 러브레터）
- 2003年－2006年：KBS《爆笑俱乐部》（폭소클럽）
- 2003年：SBS《哥伦布大发现》（콜롬버스 대발견）
- 2003年：MBC  《青少年特辑：high school气宇轩昂》（청소년 특집 하이스쿨 기고만장）
- 2003年：MBC《挑戰！人體複印機》（도전! 인간 복사기）
- 2003年：SBS《夜心萬萬》（야심만만 만명에게 물었습니다）
- 2003年：MBC《一哭喜鵲》（까치가 울면）
- 2003年：MBC《美洲移民100周年纪念紐約慶典》（미주 이민 100주년 기념 뉴욕한인대잔치）
- 2003年－2004年：KBS《春光乍泄》（해피 투게더）
- 2004年：KBS《윤도현의 러브레터 - 김제동의 리플토크》
- 2004年：SBS《实际情况星期六》（실제상황 토요일）
- 2004年：MBC《2004 MBC大学歌会》
- 2004年－2009年10月12日：KBS《明星金钟》[1]
- 2005年：MBC《星期六》
- 2005年：KBS《Happy Sunday - 海外领养儿会面项目现在见面》（해피선데이 - 해외입양아 상봉프로젝트 지금 만나러 갑니다）
- 2005年－2007年：MBC《奔跑吧》
- 2006年：KBS《Happy Sunday - 品行不良的崔民秀金济东》（해피선데이 - 최민수 김제동의 품행제로）
- 2006年：MBC《去大韩民国大田》（대한민국 가요대전）
- 2006年：MBC《春节特别节目》（설특집 - 전국 개그자랑 웃겨야 산다）
- 2006年：MBC《특집 응원쇼 가자 코리아》
- 2006年：MBC《2006世界杯最後一場熱身令人印象深刻！大韓民國》（2006 독일월드컵 최종평가전 감동! 대한민국）
- 2006年－2007年：MBC《느낌표 - 산넘고 물건너》
- 2006年－2008年：KBS《演艺街直播》（연예가 중계）
- 2006年－2010年：MBC《幻想伙伴》（환상의 짝꿍）
- 2007年：MBC《星期天星期天之夜 - 争先恐后》（일요일 일요일 밤에 - 간다투어）
- 2007年－2008年：MBC《星期天星期天之夜 - 没有什么不可能》（일요일 일요일 밤에 - 불가능은 없다）
- 2008年：MBC《星期天星期天之夜 - 选手来了！》（일요일 일요일 밤에 - 고수가 왔다!）
- 2008年：Mnet《KMTV-mnet联合音乐会》
- 2008年：SBS《夜心万万2-艺能选手村》
- 2009年：MBC《2009 팔도모창 가수왕》
- 2009年：SBS《김제동의 황금나침반》
- 2009年：MBC《Oh My帐篷》（오마이텐트）
- 2009年：MBC《辞旧迎新特辑 '再见09'》（송년특집 '굿바이09'）
- 2010年：MBC《偶像明星田径锦标赛》MC
- 2010年：MBC《MBC 스페셜》 칼라하리의 방랑자, 미어캣과 부시맨.... 내레이션
- 2010年－2011年：MBC《7天的奇迹》MC
- 2010年－2011年：SBS《每天每夜》
- 2010年：Mnet《金济东秀》（김제동 쇼）[2]
- 2011年：SBS《偶像的帝王》主持人
- 2011年：MBC《2011新年特辑 安哲秀和朴慶哲》진행과 나레이션
- 2011年：MBC《日晚－我是歌手》经理
- 2011年－2016年2月1日：SBS《Healing Camp》
- 2015年：JTBC《Talk to You》

### 電台節目
- 2003年：MBC FM4U《尹道贤的两个城市的约会》（윤도현의 두시의 데이트）
- 2003年：MBC FM4U《李素拉的FM音樂城市》（이소라의 FM 음악도시）
- 2003年：MBC標準FM《玉珠铉的星辰光辉的夜晚》（옥주현의 별이 빛나는 밤에）

## 演出作品

### 綜藝節目
- 2010年：SBS 《Running Man》 EP.11 with 鄭容和
- 2010年：SBS 《Running Man》 EP.21
- 2012年：SBS 《Running Man》 EP.79 with 尹度玹
- 2012年：SBS 《Running Man》 EP.106 with 韓志旼
- 2013年：MBC《无限挑战》
- 2014年：SBS 《Running Man》 EP.207 with 南希石、朴修弘、希澈、李昭娟
- 2018年：talk to you 固定主持人

### 電視劇
- 2008年：SBS《On Air》飾演 發佈會主持人（客串）
- 2015年：MBC《她很漂亮》第九集 飾演 創刊20周年紀念活動主持人（客串）

## 獲得獎項
- 2003年：《KBS演藝大賞》－主持人部门 新人奖
- 2003年：《SBS演技大赏》－电视主持人部门 特别奖
- 2003年：《MBC演藝大賞》－综艺节目部门 新人奖
- 2004年：《第40届百想艺术大賞》－电视部门 男子电视综艺奖
- 2004年：《MBC演藝大賞》－综艺节目部门 优秀奖
- 2005年：《KBS演藝大賞》－娱乐主持人部门 优秀奖
- 2005年：《MBC演藝大賞》－综艺节目部门 最优秀奖
- 2006年：《KBS演藝大賞》－大賞
- 2007年：《第44届저축의 날 대통령표창》
- 2007年：《MBC演藝大賞》－综艺节目部门 最优秀奖
- 2008年：《第2届MBC 우리말지기상》
- 2010年：《第22届韓國PD大賞》－TV主持人賞

## 出版书籍
- 《与金济东见面》（2011）
- 《金济东的儿时朋友》（2012）